# Danh sách hãng chế tạo máy bay
Đây là một danh sách những hãng chế tạo máy bay theo thứ tụ bảng chữ cái abc, do ICAO (Tổ chức Hàng không Dân dụng Quốc tế) đặt ra. Nó bao gồm ICAO/tên chung, tên những nhà sản xuất, quốc gia và dữ liệu khác, những máy bay biết năm sản xuất từ nhà sản xuất sẽ đặt trong dấu ngoặc đơn.
Tên ICAO được đánh đậm. Có tên ICAO không có nghĩa là hãng sản xuất còn hoạt động đến ngày nay, nhưng có một vài máy bay được hãng đó sản xuất vẫn còn được sử dụng.
Vì khối lượng lớn nên danh sách được chia nhỏ vào trong các phần riêng biệt theo chữ cái.
A B-C D-G H-L M-P Q-S T-Z